# Herrera de Valdecañas (kommunhuvudort)
Herrera de Valdecañas är en kommunhuvudort i Spanien.   Den ligger i provinsen Provincia de Palencia och regionen Kastilien och Leon, i den centrala delen av landet, 190 km norr om huvudstaden Madrid. Herrera de Valdecañas ligger 777 meter över havet och antalet invånare är 176.
Terrängen runt Herrera de Valdecañas är platt åt sydost, men åt nordväst är den kuperad. Runt Herrera de Valdecañas är det glesbefolkat, med 8 invånare per kvadratkilometer. Närmaste större samhälle är Torquemada, 9,9 km väster om Herrera de Valdecañas. Trakten runt Herrera de Valdecañas består till största delen av jordbruksmark.